# Нови Амфиполи
Нови Амфиполи (грч. Νέα Αμφίπολη, Неа Амфиполи) је насељено место у општини Амфипољ у периферији Средишња Македонија, Грчка. Према попису из 2021. године било је 26 становника.
Насеље је подигнуто после Другог светског рата у близини села Амфиполи. На попису из 1961. године имало је 50 становника. Село се раније звало Свети Никола (Ајос Николаос).